# 교재
교재는 흔히 수업을 들을 때 사용하는 책을 의미한다. 수업에 따라 교재의 유형도 다양하기에 한정할 수 없다.
과목별로 나와있기도 하고, 학년별로 나와있기도 하다. 
특히, 대한민국에서는 많은 교재들이 있는데 이는 학구열이 뛰어난 사회의 특성이 반영된 것이라 할 수 있다. 또한, 수능을 치는 국가이기 때문에 수능과 관련된 교재들이 많으며, 중학교, 고등학교 등과 같이 학교 시험을 
대비하기 위한 교재들도 굉장히 많다.